# Praprotna Polica
Praprotna Polica este o localitate din comuna Cerklje na Gorenjskem, Slovenia, cu o populație de 175 de locuitori.